# Pekka Pylkkänen
Pekka Pylkkänen (* 23. September 1964 in Helsinki) ist ein finnischer Jazzmusiker (Saxophone, Klarinette, Flöte, Altflöte, Komposition).

## Leben und Wirken
Pylkkänen begann im Alter von zehn Jahren mit dem Klarinettenspiel. Bald wechselte er zum Altsaxophon, später lernte er weitere Holzblasinstrumente und Klavier. Im Jahr 2001 absolvierte er an der Sibelius-Akademie den Masterstudiengang mit dem Hauptfach Saxophon; zuvor hatte er auch ein Jahr lang am Konservatorium Rotterdam studiert. Er nahm auch privaten Unterricht bei Dave Liebman und Dick Oatts und nahm an Meisterkursen von Joe Lovano, Tom Harrell, Jack DeJohnette, Adam Nussbaum und Joey Calderazzo teil.
Pylkkänen begleitete Musiker wie Vince Mendoza, Eumir Deodato, Odean Pope und die finnische Vokalgruppe How Many Sisters. Langjährig war er Mitglied des UMO Jazz Orchestra und der Espoo Big Band in Finnland. Mit diesen Bands tourte er durch die ganze Welt und trat mit Künstlern wie Grady Tate, Jiggs Whigham, Steve Turre, Dee Dee Bridgewater, Bob Mintzer, Gil Goldstein, Paquito D’Rivera, Madeline Eastman, Maria Schneider und Joe Henderson auf. Er gründete seine Pekka Pylkkänen Group, das Quartett Pylssy und Pekka’s Tube Factory, für die er auch komponierte. Seine beiden ersten Alben mit Tube Factory wurden 1999 und 2001 von Naxos Jazz veröffentlicht, Listen! als CD bei Lumino Records. Sein nächstes Album Global Unit erschien 2019, gefolgt von Nu Bodega, das 2020 von Challenge Records veröffentlicht wurde. Mit Eric Ineke erschien dort 2022 das Album Nordic Bop.
Pylkkänen ist auf wichtigen europäischen und chinesischen Jazzfestivals aufgetreten und arbeitete mit der schwedischen Bohuslän Big Band. Weiterhin hat er als Studiomusiker, auch für Radio- und Fernsehsendungen, gearbeitet. Zudem hat er die Grenzen zum klassischen Repertoire überschritten und mit finnischen Sinfonieorchestern zeitgenössische klassische Musik von Kari Heinilä, Jarmo Sermilä, Kirmo Lintinen und Timo Hietala interpretiert. Außerdem schrieb er Werke für das Onfonia Saxophone Quartet und andere Ensembles.

## Preise und Auszeichnungen
Pylkänen erhielt als Produzent des Albums Big Bad Family den finnischen Preis Jazz Emma 1996. 2007 wurde er mit dem Preis der International Association for Jazz Education ausgezeichnet. 2013 erhielt er in Zürich den dritten Preis des Moods Jazz & Blues Award.